# Кожин, Семён Леонидович
Семён Леони́дович Ко́жин, (род. 11 марта 1979 в Москве) — российский художник, живописец и график, декоратор. Член Творческого союза художников России IFA и Международного художественного фонда.

## Биография
Прадед художника — Семён Михайлович Дайшутов — был родом из станицы Платовской на Дону. Принимал участие в Гражданскую войну, в годы Великой Отечественной войны сражался в составе танковых десантов 3-й гвардейской танковой армии. Командир бойцов-автоматчиков С. Дайшутов вдохновлял подчиненных личным примером. В честь прадеда художник получил имя Семён.
Родился 11 марта 1979 года в Москве. Отец — Кожин Леонид Аркадьевич, инженер. Мать — Кожина (урождённая Дайшутова) Ирина Михайловна, историк, режиссёр, преподаватель английского языка.
В 1986—1988 годах несколько раз снимался в кино в эпизодических ролях, в частности на киностудии имени Горького.
В 1988—1990 годах, параллельно с учёбой в средней школе, занимался в Краснопресненской художественной школе в Москве. В 1990 году поступил в Московский академический художественный лицей имени Н. В. Томского Российской Академии Художеств. Вместе с одноклассниками ездил на пленэры по России (Великие Луки, Рязань, Соловки, города «Золотого кольца»). В качестве дипломной работы выполнил серию иллюстраций к «Полному курсу по русской истории».
В 1997 Кожин поступил на живописный факультет Российской академии живописи, ваяния и зодчества. В 2002 году занимается в пейзажной мастерской под руководством Александра Павловича Афонина. В 2003 году защитил диплом картиной «Ферапонтов монастырь».

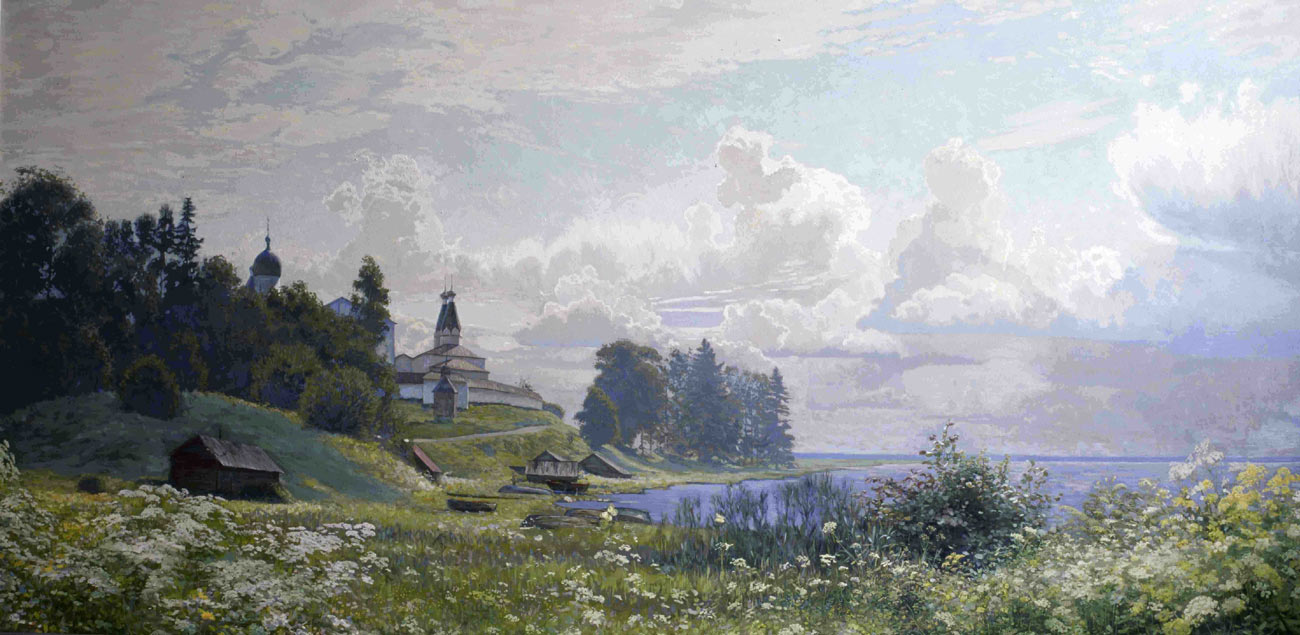
Ферапонтов монастырь

С 2000 года активно участвует в выставках. Пишет пейзажи, натюрморты, жанровые и исторические картины. Работает в технике акварели, гуаши,акрила, масляной и темперной живописи. В настоящее время живёт и работает в Москве.
В 2001—2002 гг. пишет серию натурных этюдов с видами английской деревни Хадденем (Бакингемшир).
В 2004 году иллюстрирует акрилом биографическую книгу для детей о Лучано Паваротти, издана в Корее. Создаёт серию графических листов по сказкам Братьев Гримм «Рапунцель» и «Гензель и Гретель».
В 2005—2015 гг. пишет серии картин: Англии, Мальты, Ирландии, Швейцарии, Греции, Турции, Испании, Италии и другие. Ведущее место в творчестве Кожина принадлежит пейзажу настроения, преобладает сильный рисунок, в то же время тонкие колористические гаммы фиолетовых и голубых полутонов.. Художник иногда использует вымысел в своём творчестве прибегая к жанровым и историческим композициям..

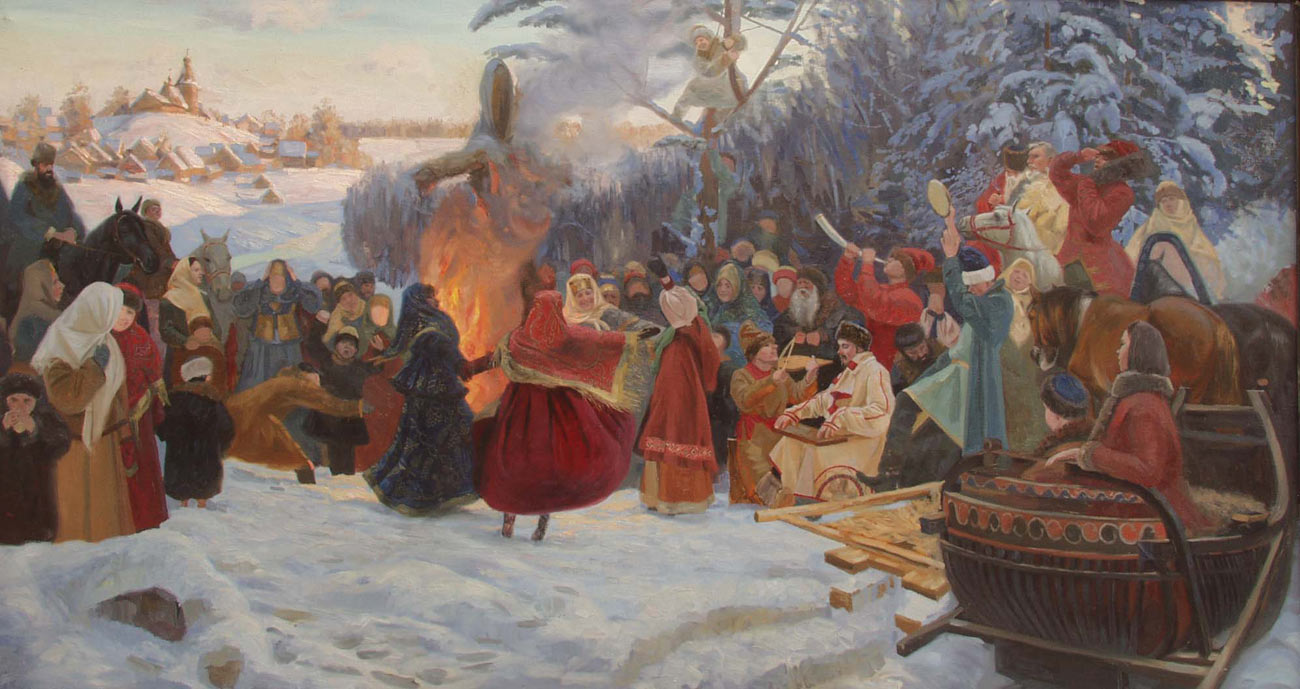
Масленица. Проводы зимы. 2001

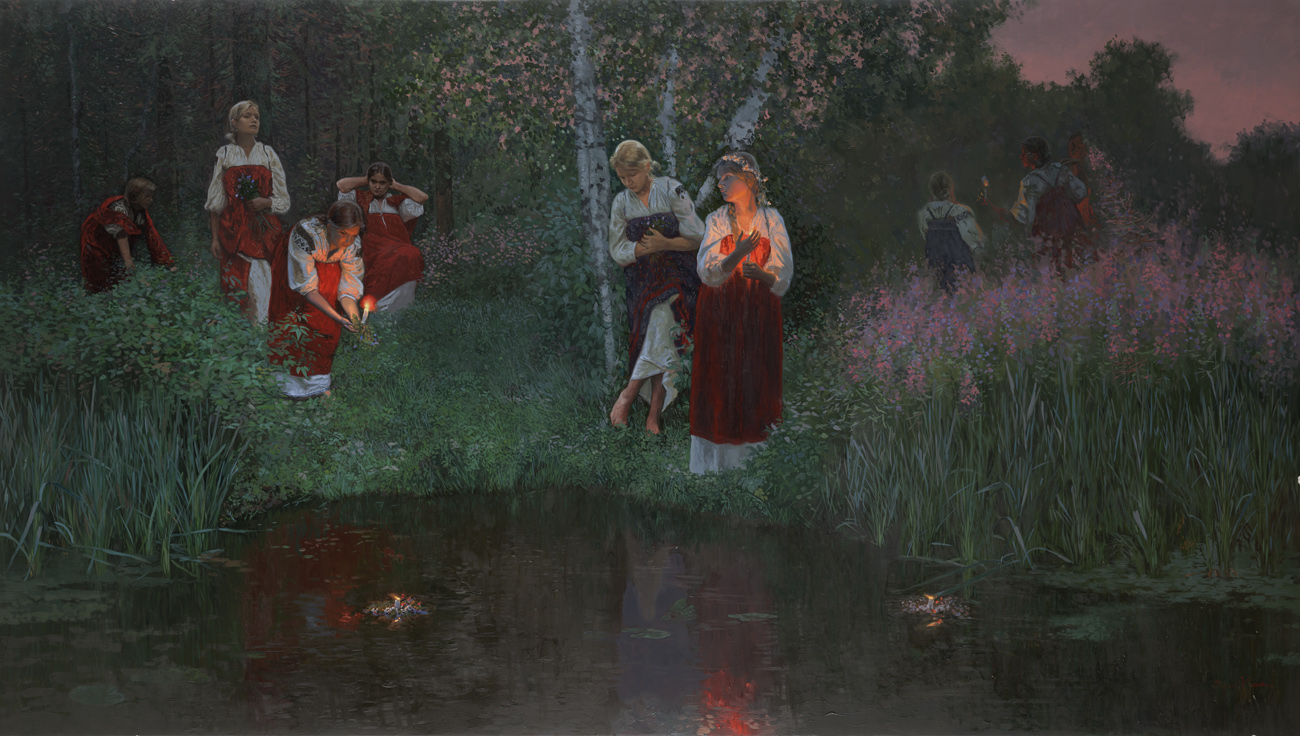
Иван Купала. Гадание на венках. 2008

Среди пейзажей Москвы, Санкт-Петербурга и Коломенского, жанровых и исторических картин, и этюдов, написанных художником в 2000—2015 гг., работы «Гранатный переулок», «Иван Купала. Гадание на Венках», «У Новодевичьего монастыря», «Русская охота», «Новый Альбион. Судно Френсиса Дрейка „Золотая лань“», «Валаам. Лесная чаща», «Масленица. Проводы зимы,. «Старый дуб в Коломенском», «Святочное гадание», «Охотница», «Московский вид с высоткой» и другие. Художника увлекают виды ночных городов, в результате появляется серия ночных пейзажей: «Новогодняя ночь. Елисеевский магазин», «Храм Василия Блаженного», «Тауэрский мост», «Арка Веллингтона» и другие.

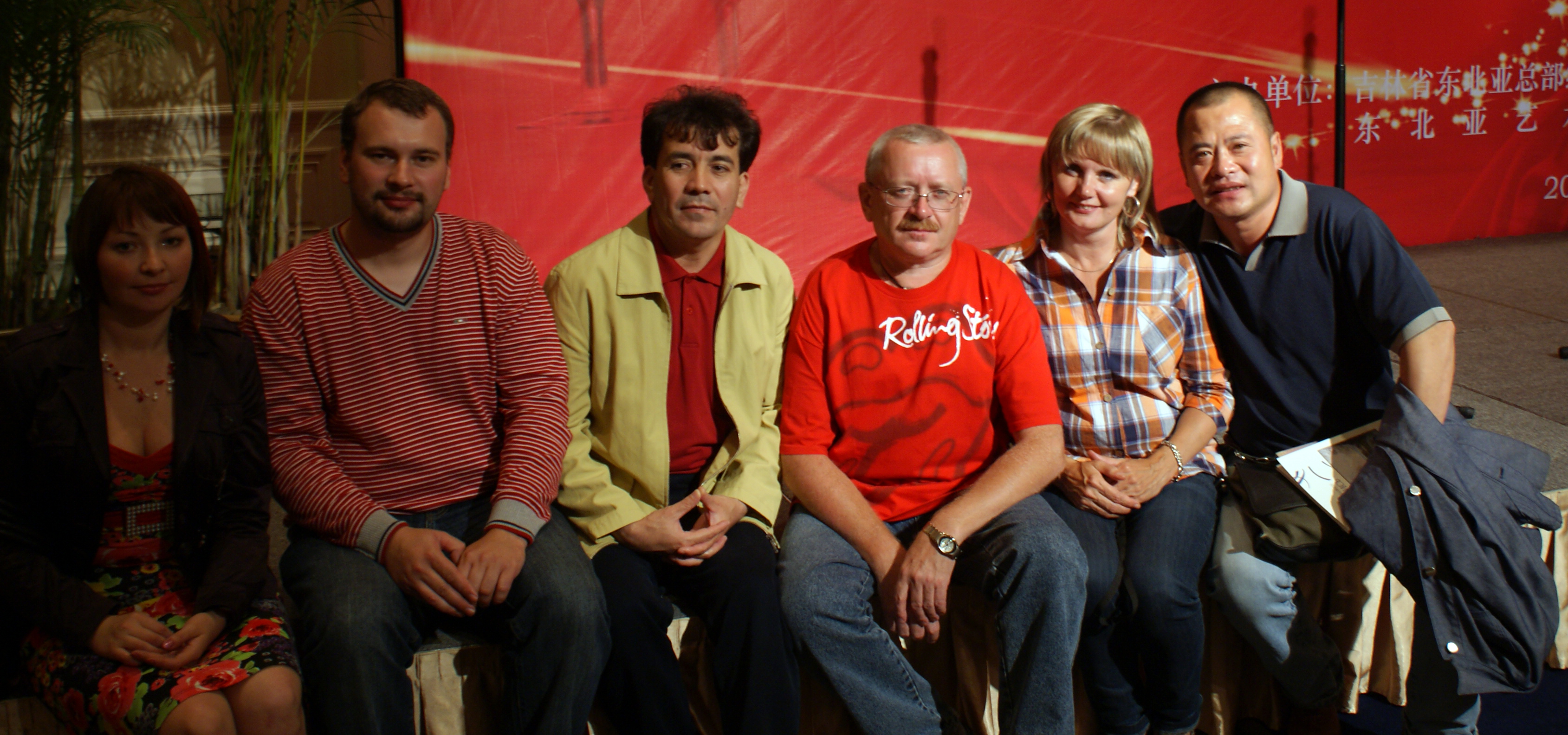
На выставке в Китае. Чанчунь.

Помимо городских мотивов, обращается и к традиционным для пейзажной живописи темам. Предпочитает камерные сюжеты: уголок сада, заснеженный лес, игру световых пятен на водной глади.

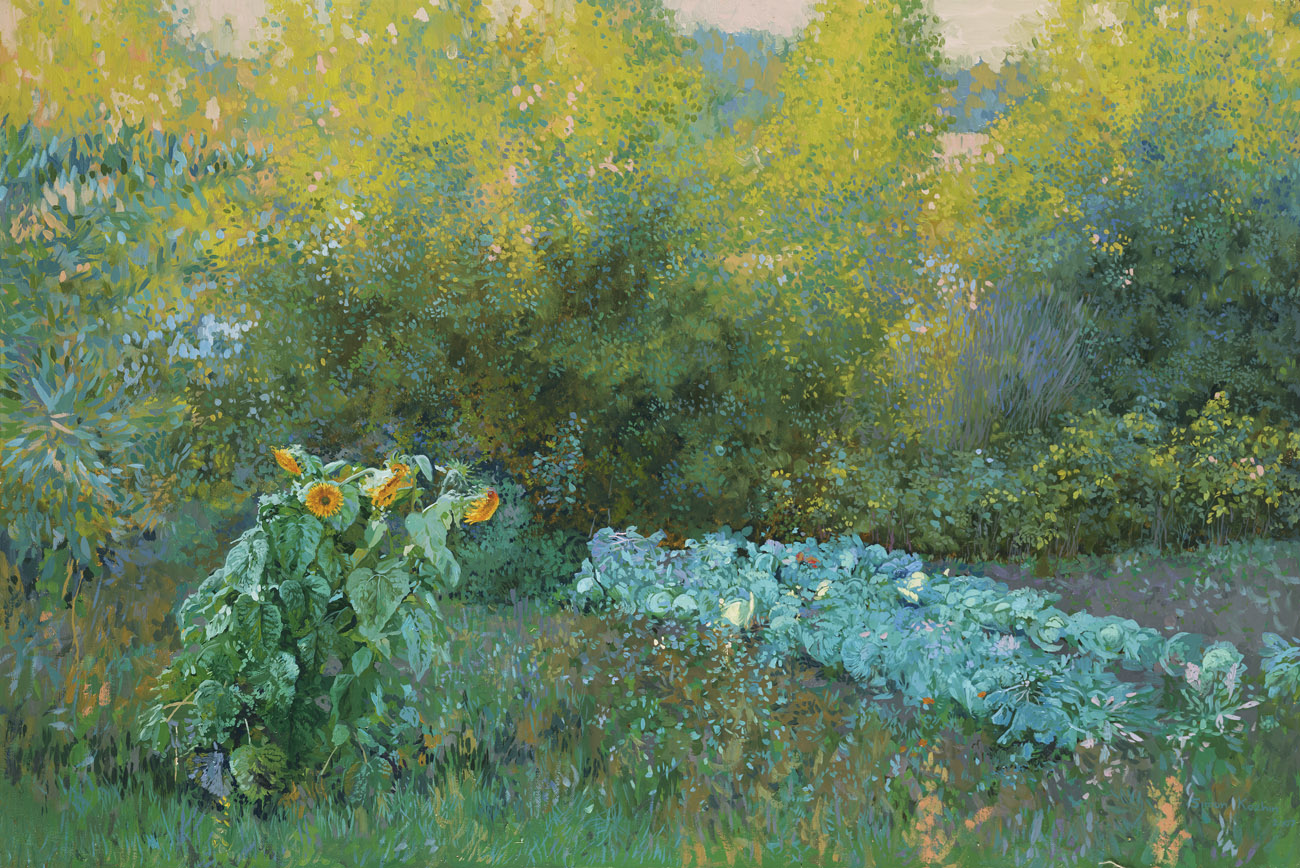
Бабушкин огород

В 2003 посещает в Оксфорде в музее Эшмола выставку «Поэзия правды» где были представлены огромные акварельные листы. После чего пишет акварелью работы «Мальта», «Горы Коннемара», «Аббатство Нотли в Англии» и другие. Использует приемы письма и по сухому и на влажной бумаге, добиваясь эффекта драгоценности живописи без использования белил.

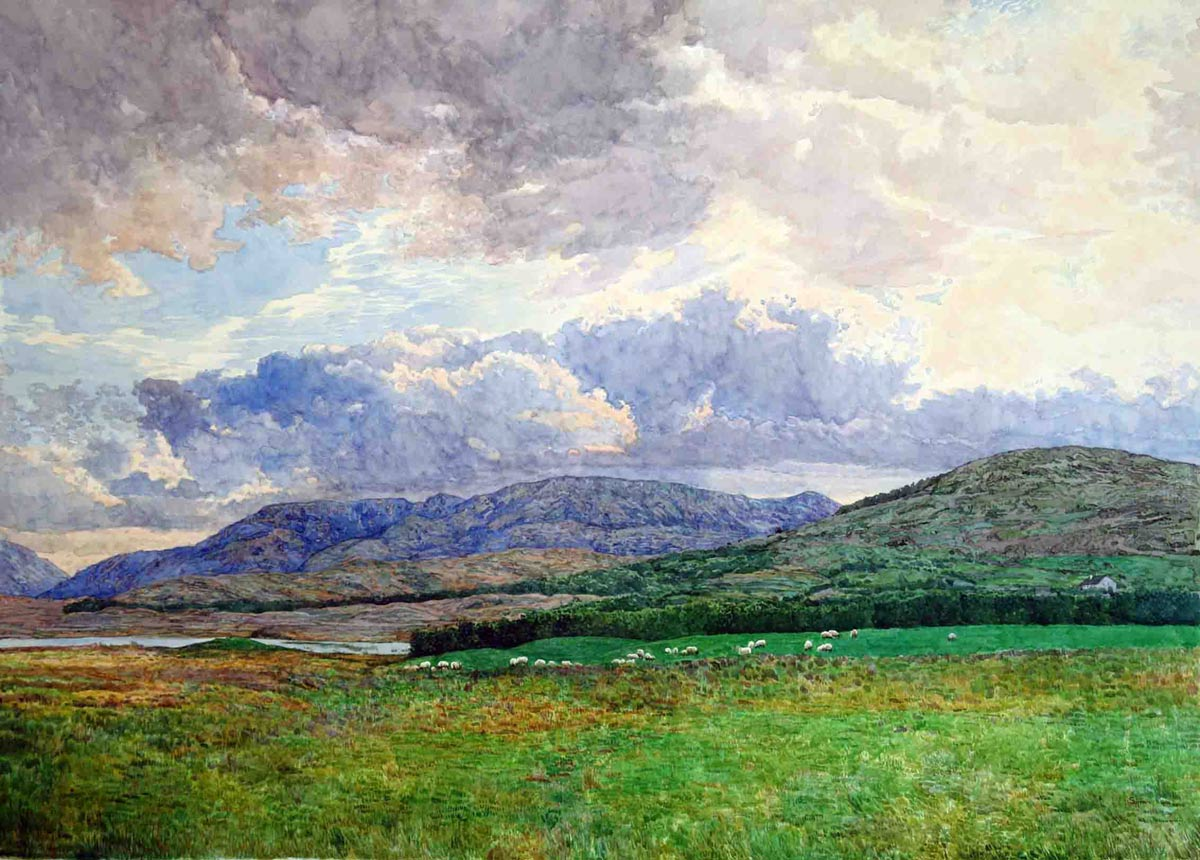
Горы Коннемара

В 2000—2006 годы часто обращается к жанру натюрморта. Пишет натюрморты на доске с паркетажем: «Натюрморт с лобстером», «Натюрморт с раковинами» «Натюрморт с цветами. Подражание Фламандской живописи».

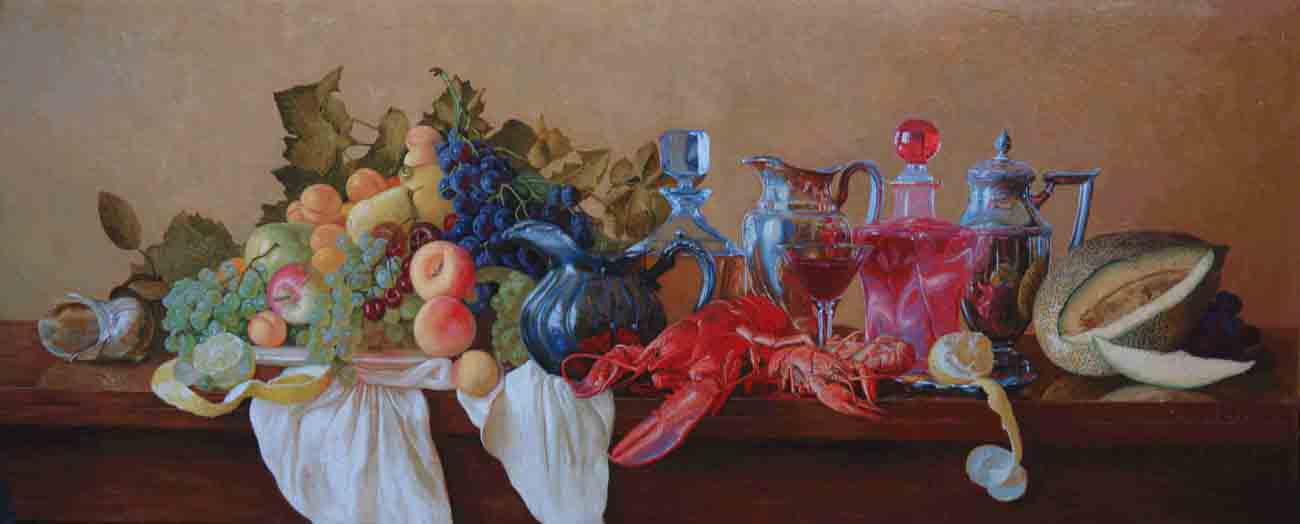
Натюрморт с лобстером

В 2001—2007 гг. Кожин обращается к историческому жанру, создав серию из эскизов и картин посвящённым Отечественной войне 1812 года, среди картин этой серии: «Панихида по генералу А. А. Тучкову на Бородинском поле», «Рубикон. Переход через реку отряда Дениса Давыдова.», «Бегство Наполеона от казаков».

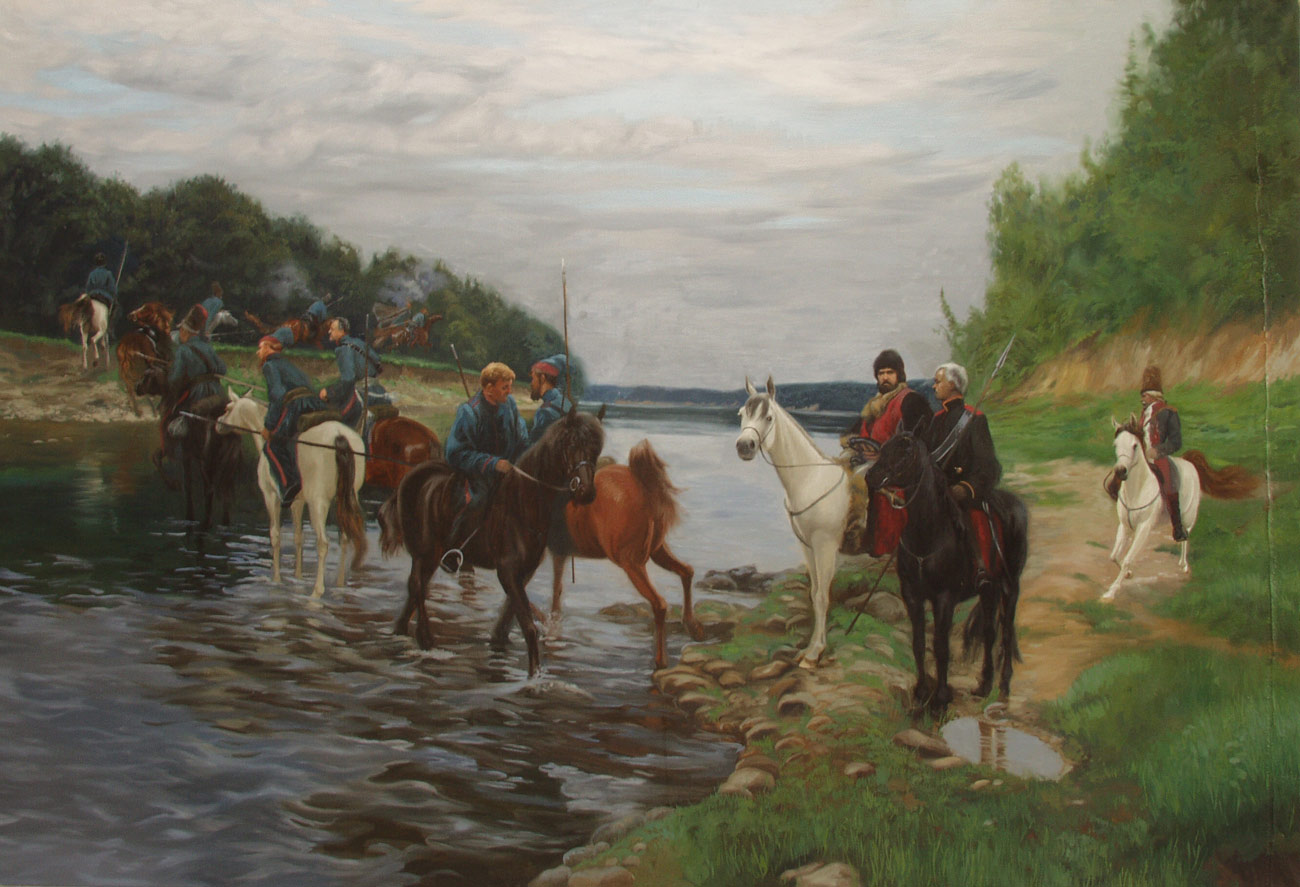
Рубикон. Переправа через реку отряда Дениса Давыдова. 1812 год

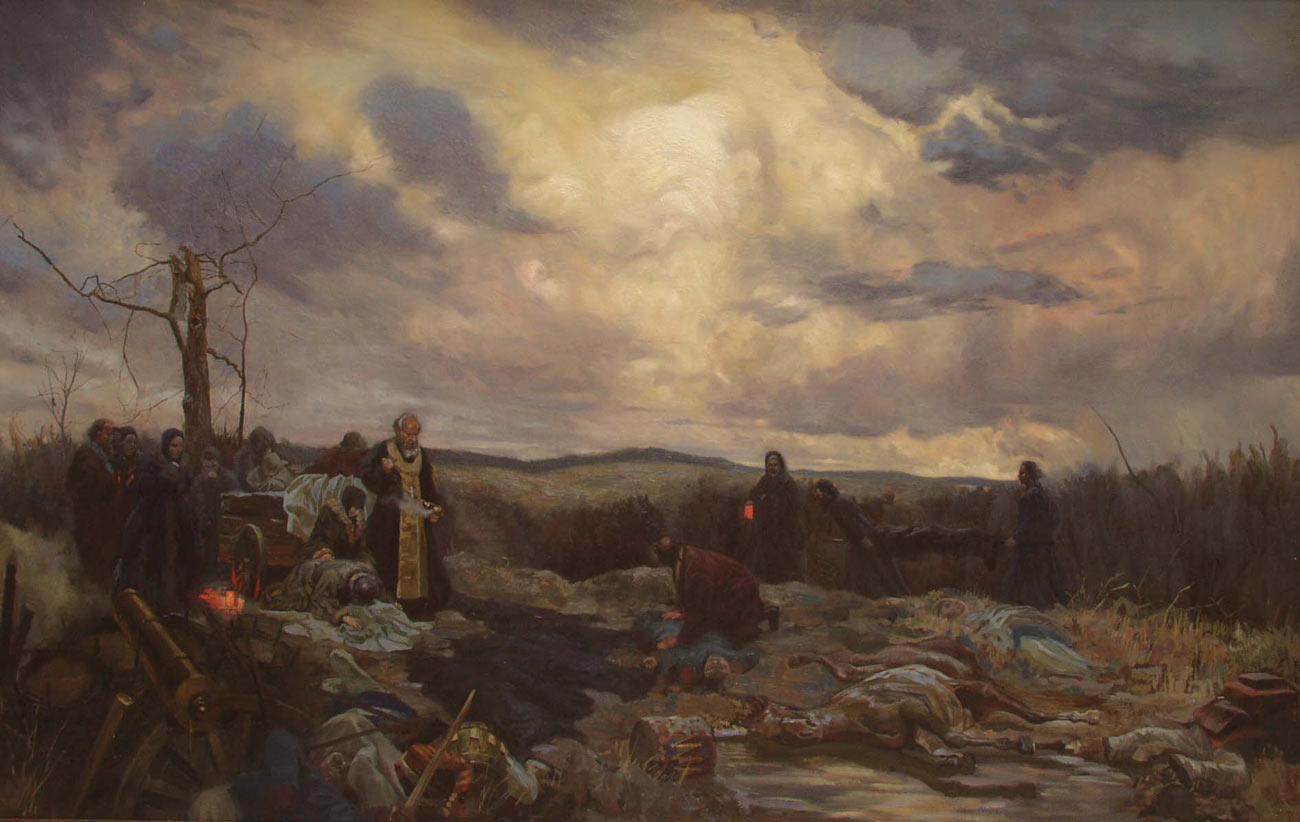
М. М. Тучкова на Бородинское поле. Панихида по генералу А. А. Тучкову.

Экспериментирует с техникой живописи, добиваясь эффекта объёмности, полупрозрачности и многослойности изображения. Сочетает гладкое письмо с энергичным мазком и корпусной кладкой краски на светлых местах, добиваясь объёмности и глубины изображения. В 2006—2015 годах работы Кожина были представлены на выставках и аукционах русской живописи в России, США, Швейцарии, Великобритании, Ирландии.
Еще будучи студентом, получает первый опыт синтеза искусств. В 2000 году рисует кадр «Руки в театре» для дипломной работы «Сальери» своего друга Платона Инфанте-Арана. На кадре изображены огромные кисти рук, манипулирующие действием режиссёра в пространстве театра. В дальнейшем сотрудничество с кинематографом продолжилось. Так в качестве фона несколько раз использовались картины художника для фильма «Любовь-морковь 3», а также для телепередачи «Женщины не прощают» (второй эпизод 52-го выпуска) на телеканале «Домашний» в помещении «Kozhin Fine Art» — постоянной экспозиции художника.. В 2014 году художник работает вместе с Валдисом Пельшем и Дмитрием Хаустовым над документальным фильмом «Люди, сделавшие землю круглой», вышедшим на первом канале 22 −23 февраля 2015. Для этого фильма художник создаёт серию монохромных эскизов и комиксов..
2019-2022 годах впервые в составе ещё трех живописцев принимает участие в росписи храма Михаила Архангела в Чамзинке.

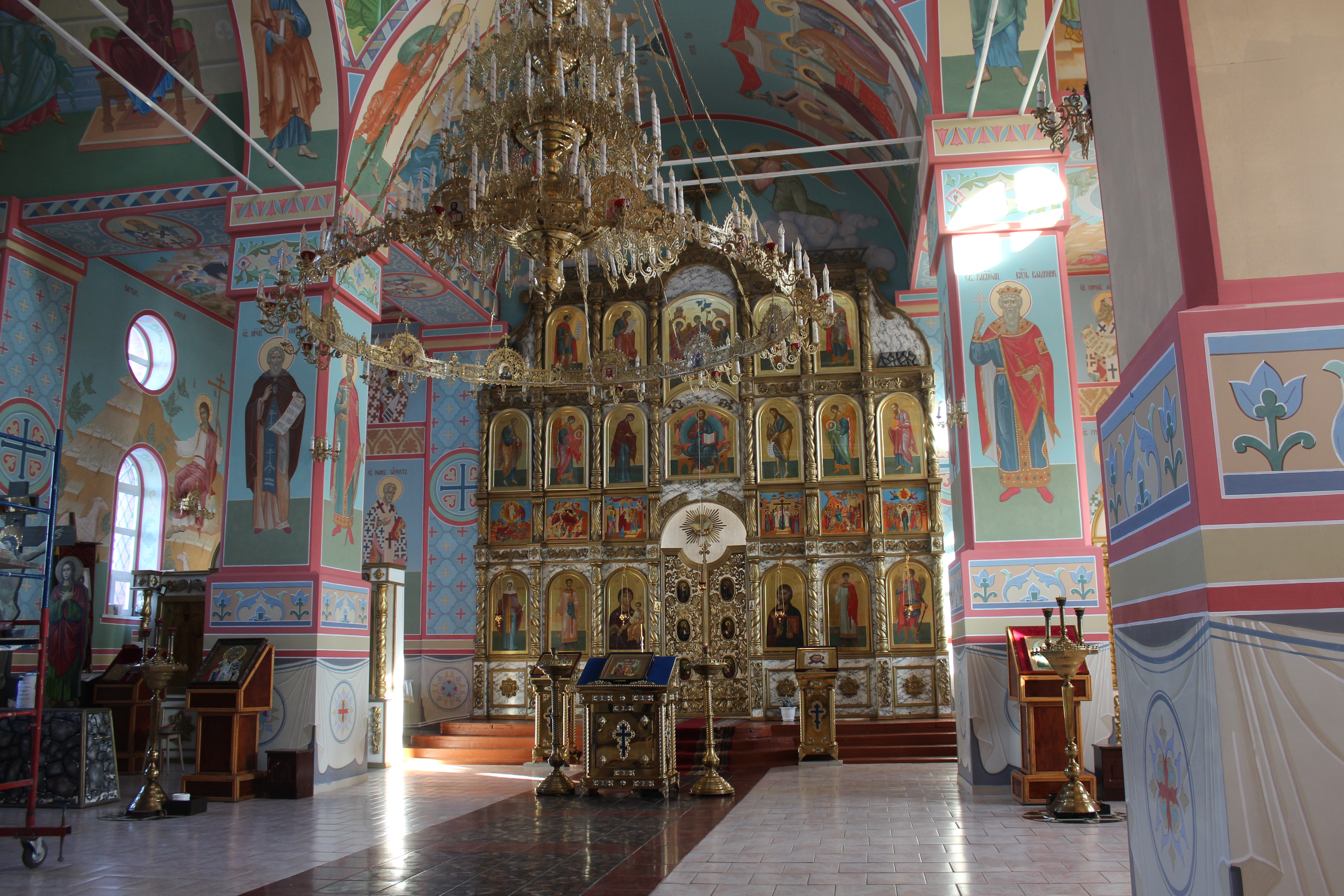
Интерьер храма Михаила Архангела (Чамзинка) 2020

## Выставки
- 2001 — Творческая поездка в Англию. Выставка в посёлке Хаддехам, Бакингемшир.
- 2002 — Совместная выставка творческого объединения «Primavera» в Центральном Доме Художника.[11].
- 2003 — Выставка в Лондоне в галерее «Fresh art». Участие в выставке «Все мы немного лошади», организованной антикварной галереей «На Старомонетном».
- 2004 — Выставка «Зима, зима, кругом зима» в антикварной галерее «На Старомонетном». Серия живописных работ о Москве для оформления интерьеров банка.[12]. Выставка в Лондоне в галерее «Коллайер-Бристоу», «Энергия цветов».[13].
- 2005 — Совместная выставка творческого объединения «Primavera» в Центральном Доме Художника. Выставка в Лондоне в галерее «Коллайер-Бристоу», «Современная русская живопись».[14]. Выставка «Русские традиции» в Российском реставрационном центре. Выставка «Времена года» в антикварной галерее «На Старомонетном».[15]. Выставка «Русские традиции» Вашингтон, США. Выставка «Новая Русская живопись» галерея «Ориэль» Дублин, Ирландия.[16].
- 2006 — Выставка «Современная русская живопись», Карлтон отель, Санкт-Мориц, Швейцария. Выставка в Лондоне в галерее «Коллайер-Бристоу» «Лондон-Париж-Нью-Йорк».[17].
- 2007 — Выставка в Манеже, «20 лет Академии», посвящённая двадцатилетию со дня основания Российской академии живописи, ваяния и зодчества. Выставка «Цикл Жизни» в склепе церкви Святого Панкратия в Лондоне. Официальная выставка Росспорта в Всероссийском Выставочном Центре «Спорт-7» (галерея «Арт Олимп»). Выставка в Гостином дворе «Праздник столицы». Выставка на Всероссийском Выставочном Центре «Мастер 2007». Выставка на Всероссийском Выставочном Центре «Русское чудо».
- 2008 — Выставка в галерее «Les Oreades» (Центральный Дом Художника). «Поэзия правды».[18]. Выставка в РАО ЕЭС России в составе «Academia +» при поддержке Российского фонда культуры. Выставка «Европа весной», галерея «Ориэль», Дублин, Ирландия.[19]. Участие в аукционе № 11 «Русская жанровая картина век ХХ» организатор «Русская Галерея Искусств», Москва. Выставка-вернисаж на Пушкинской набережной организованной при поддержке «Спортивного Маркетингового Агентства JSA» в рамках Московской международной регаты.  Аукцион «Современные художники-реалисты» № 72 в галерее «Совком» (11 сентября 2008). Выставка молодые художники-пейзажисты в галерее «N-prospect» в Санкт-Петербурге.
- 2009 — Выставка «Современная русская живопись» в галерее «Oriel» в Дублине, Ирландия. Выставка «Традиции современности» в рамках проекта «Игра воображения» в галерее «Шаляпин», Москва.[20]. Международная выставка Северо-Восточной Азии живописи, фотографии, скульптуры и каллиграфии (проходила в Китае городе Чанчунь с 31 августа по 15 сентября 2009, участие при поддержке Алтайского союза коллекционеров). Персональная выставка в галерее «Игра воображения» в помещении Издательства «Известия», Москва.[21]. 6-я Международная выставка современного искусства «RUSSIAN ART WEEK/Российская Неделя Искусств» (проводилась в двух столицах — в Москве и в Санкт-Петербурге). Выставка молодых художников-реалистов в галерее «Измайлово» «Притяжение реализма».
- 2008—2009 — Участвовал в ряде выставок в галерее «Елена», Москва.
- 2010 — Участие в благотворительном аукционе в поддержку пострадавших от теракта в Московском метро 29 мая на сайте «Инвестиции в искусство»[22].
- 2012 — Персональная выставка «Зримые образы» в выставочном зале Российского аукционного дома в Гостином дворе (Москва)[23].
- 2015 - Выставка «Крымские истории», в составе творческого объединения «Новые передвижники» Центральный дом архитектора.[24]. Персональная выставка в Московском государственном объединенном художественном историко-архитектурном и природно-ландшафтном музее-заповеднике Коломенское [25].

## Работы находятся в собраниях музеев
- Калужский областной художественный музей, Калуга[26].
- Музейный фонд Московского академического художественного лицея, Москва[27].
- Музей Российской академии живописи, ваяния и зодчества, Москва[27].
- Козельский краеведческий музей, Козельск[27].
- Государственный центральный музей современной истории России, Москва[27].
- Музей-заповедник «Коломенское», Москва[28].
- Малоярославецкий военно-исторический музей 1812 года, Малоярославец[27].
- Музейное объединение «Музей Москвы», Москва[27].
- Усадьба Муравьёвых-Апостолов, Москва[27].
- Сургутский художественный музей, Сургут[29].
- Пензенская картинная галерея им. Савицкого, Пенза[30].
- Совет Европы, Страсбург.[31].

## Звания, награды
- Памятная медаль А. П. Чехова. Награждён памятной медалью А. П. Чехова (29 апреля 2011 года) — за высокие профессиональные достижения и творческую индивидуальность.

## Цитаты
Созерцательный настрой, лирический дар, артистизм в использовании различных приемов письма, тонкое чувство цвета выделяют этого живописца из числа собратьев по цеху и делают его произведения яркими и заметными в неоднозначном противоречивом контексте современного искусства.
— Таир Салахов.

У него прекрасная постановка цветового глаза. Он интересно мыслит композиционно, потому, что мало видеть цвет. Надо еще ощущать цветовую картину так, чтобы она создавала вам образ пластический, живописный, композиционный. Это ему удаётся.
— Погодин Владимир

## Фильмография

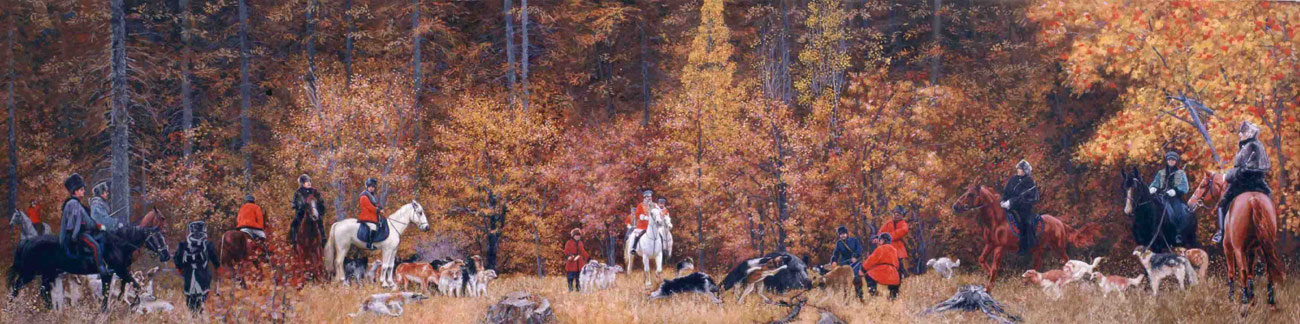
Русская охота. 2007

1. 2011 — «Творец — не ремесленник» — документальный фильм о творчестве Семёна Кожина (режиссёр Владислав Артамонов).
2. 2015 — Люди, сделавшие землю круглой — Художник (режиссёр Кристина Козлова).

## Галерея

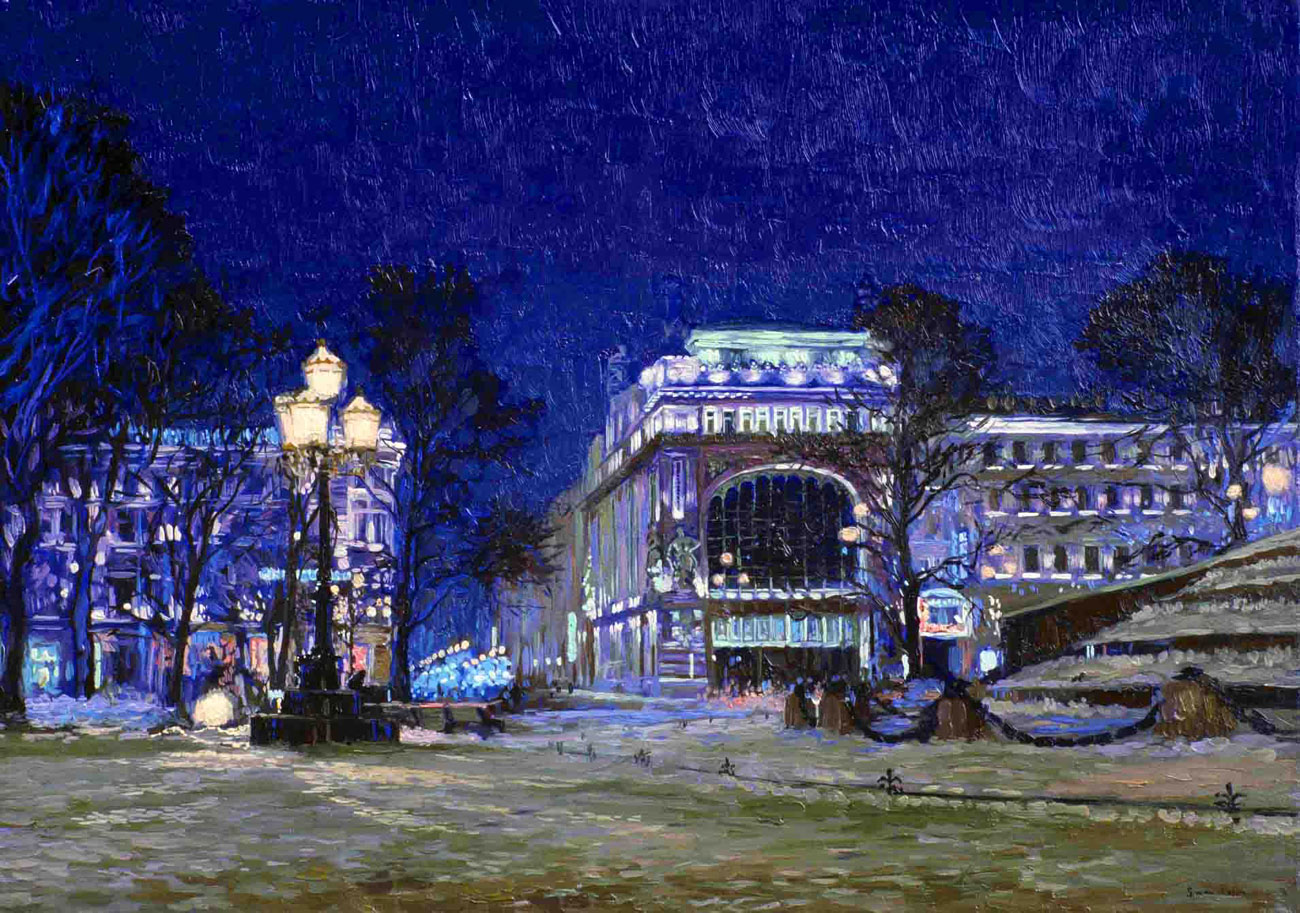
Санкт-Петербург. Новогодняя ночь. Елисеевский магазин. Холст, масло 25 × 35 см. 2006
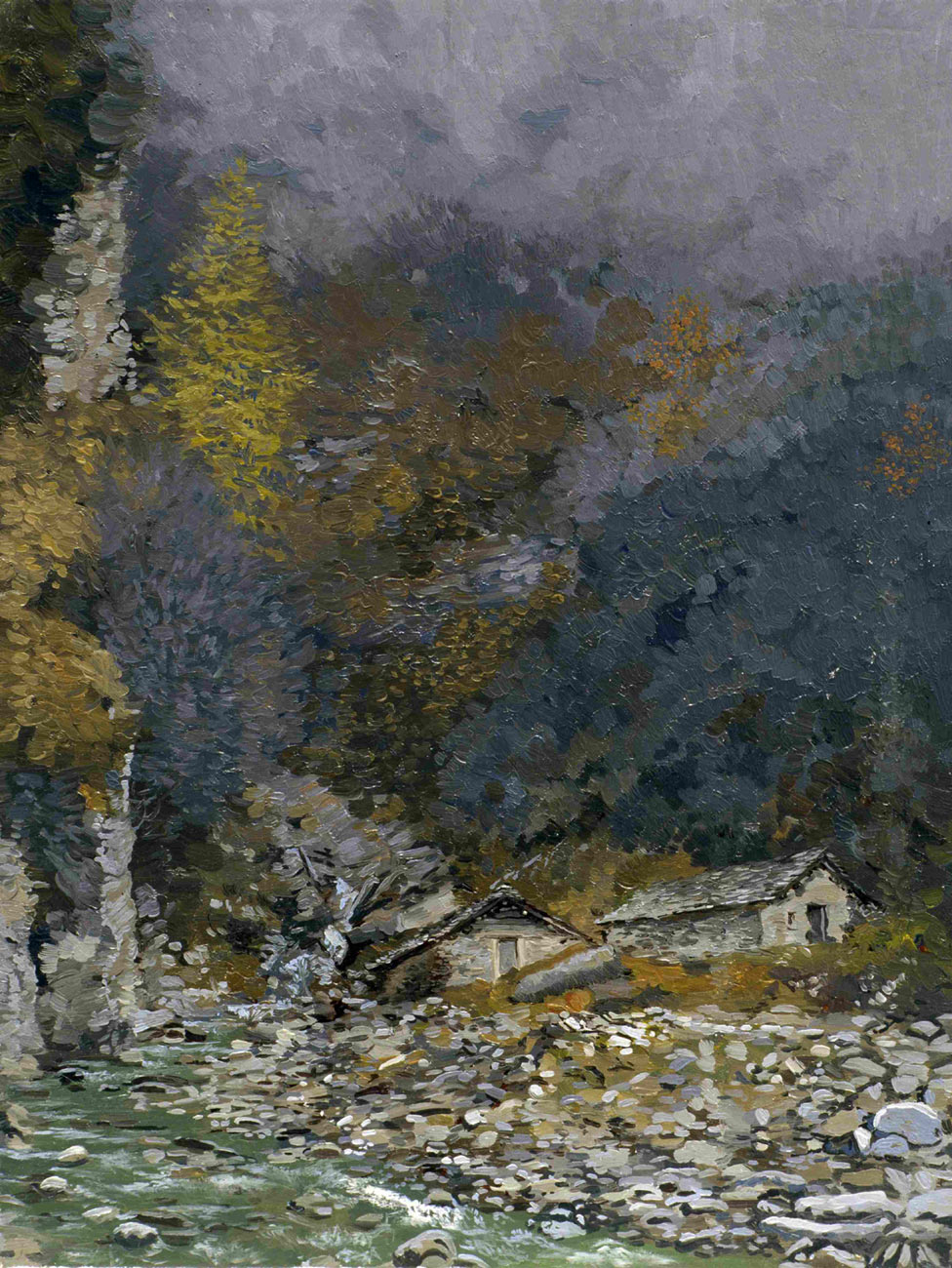
Зильс-Мария. Швейцария. Холст, масло 40 × 30 см. 2006
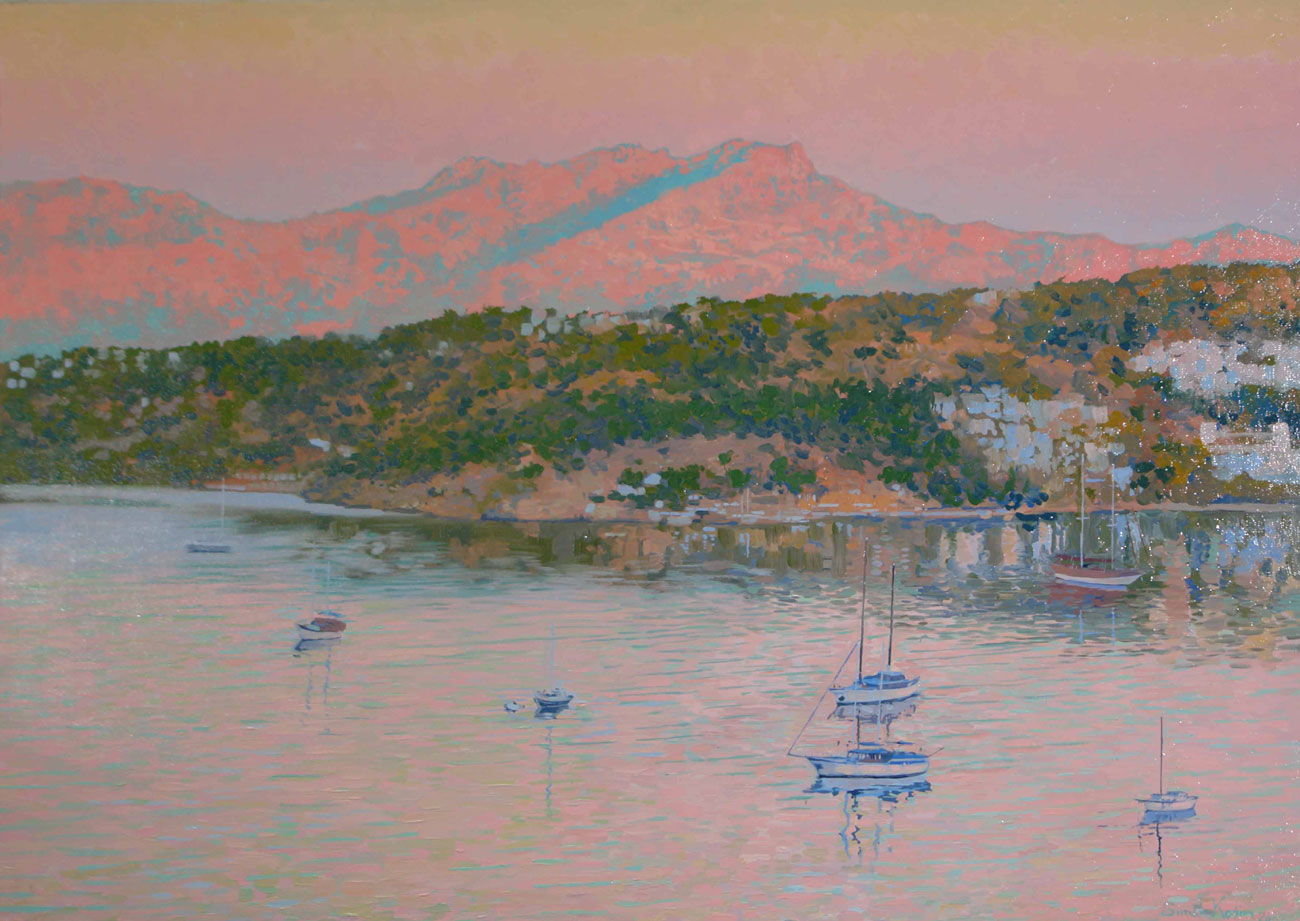
Розовый восход. Бодрум. Холст, масло 67 × 93 см. 2008
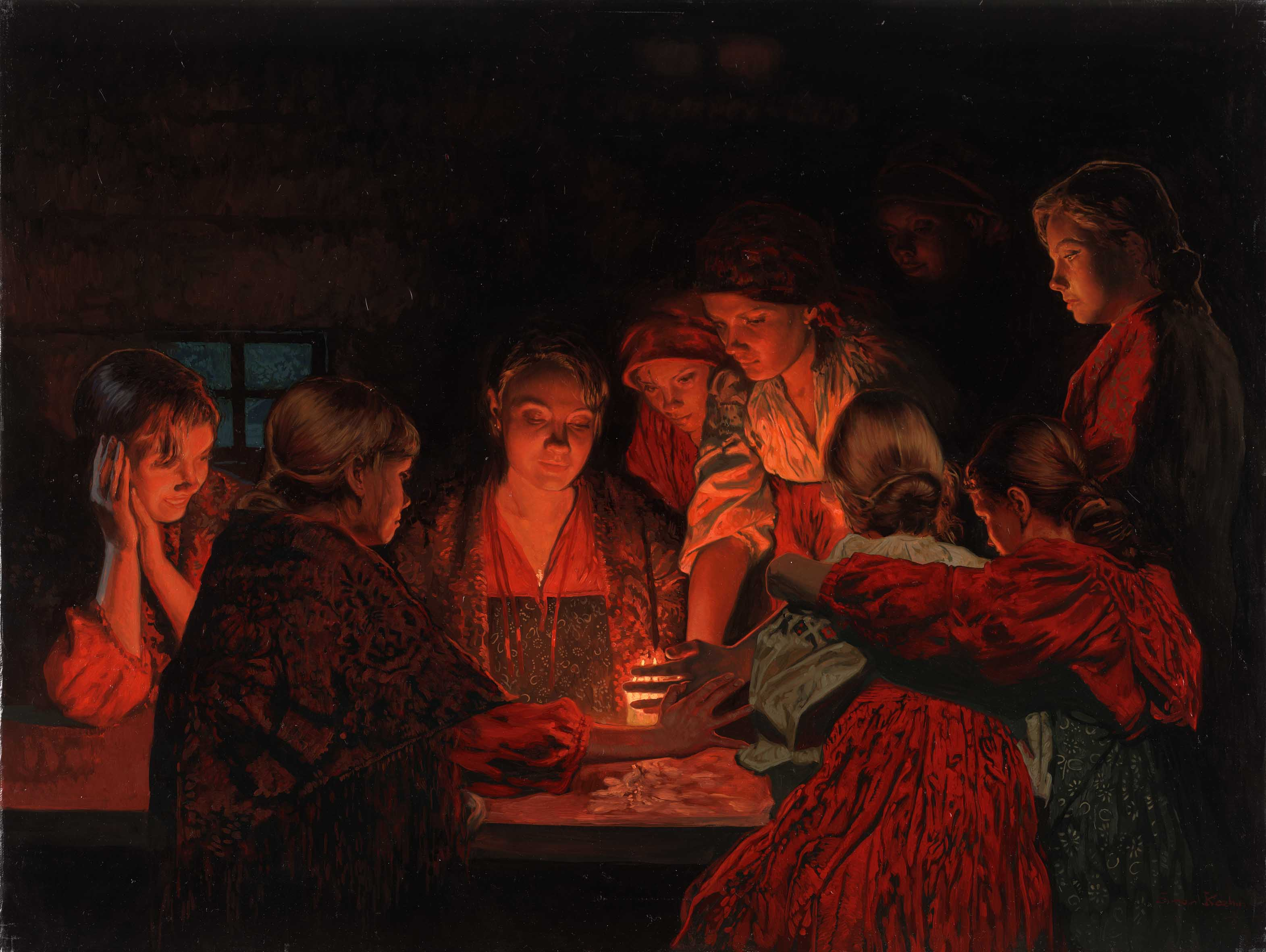
Святочное гадание. Холст, масло. 60 × 90 см. 2008
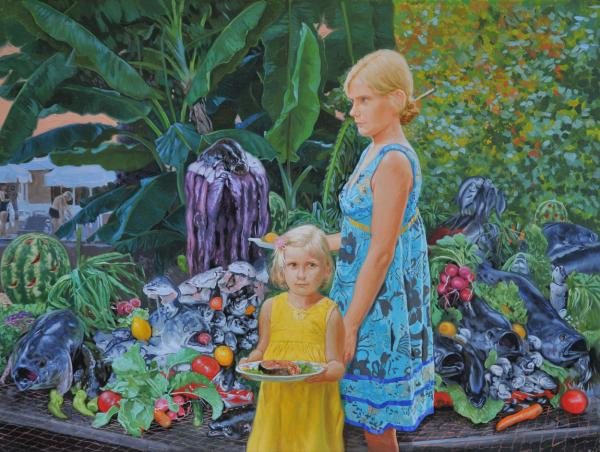
Ужин. Доска с левкасом, масло. 34,5 × 45,8 см. 2008
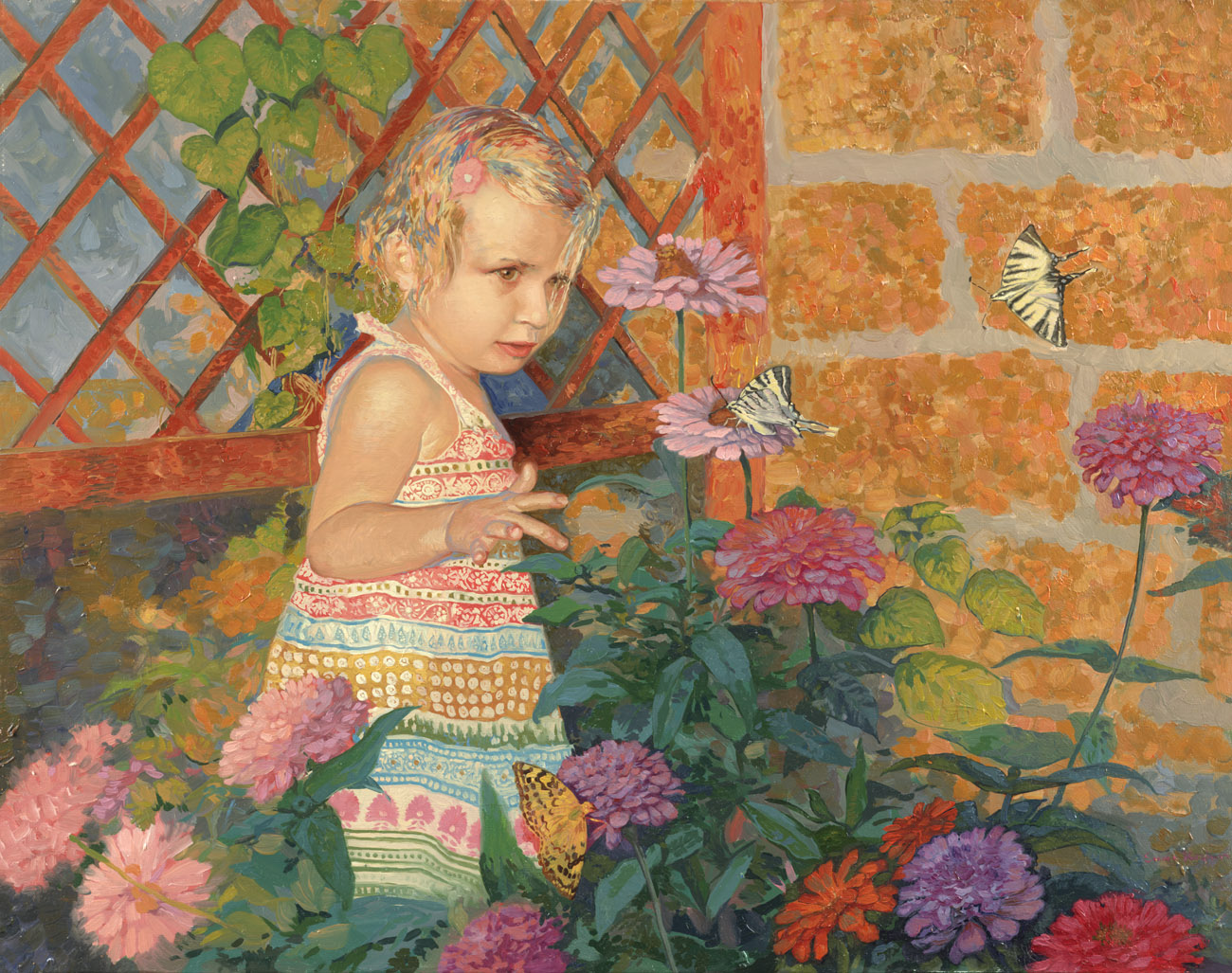
Охотница. Холст, масло. 52,5 × 64 см. 2007
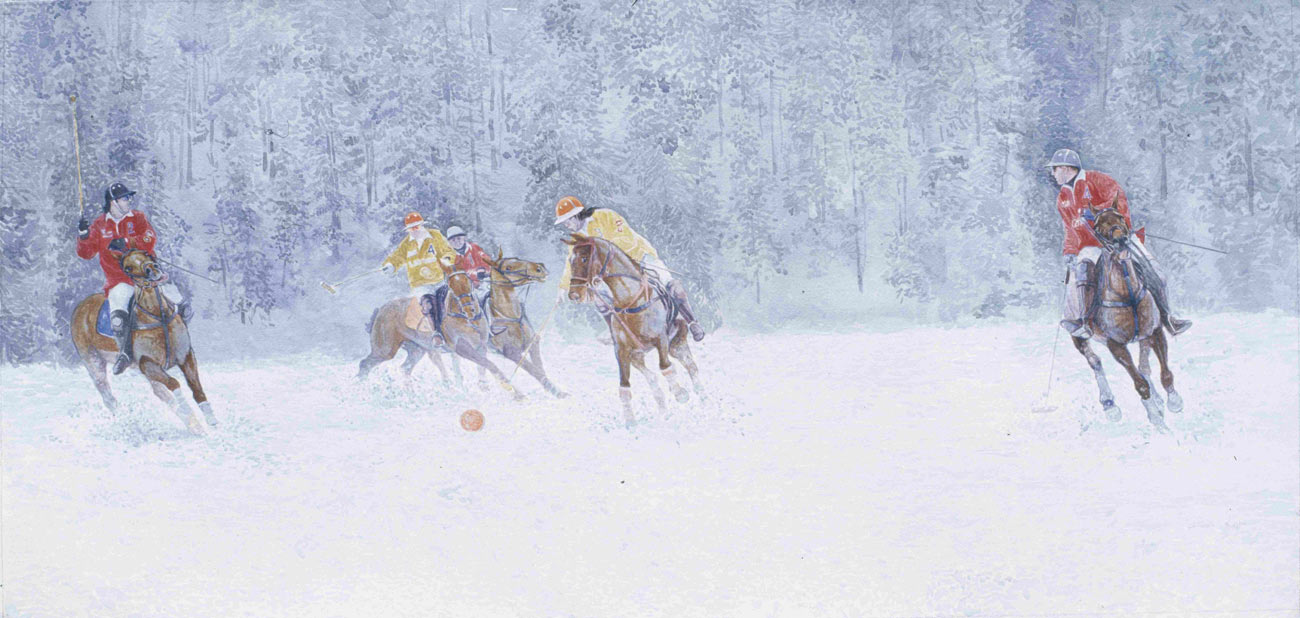
Игра в поло. Санкт-Мориц. Швейцария. Бумага, акварель. 50 × 86 см. 2006
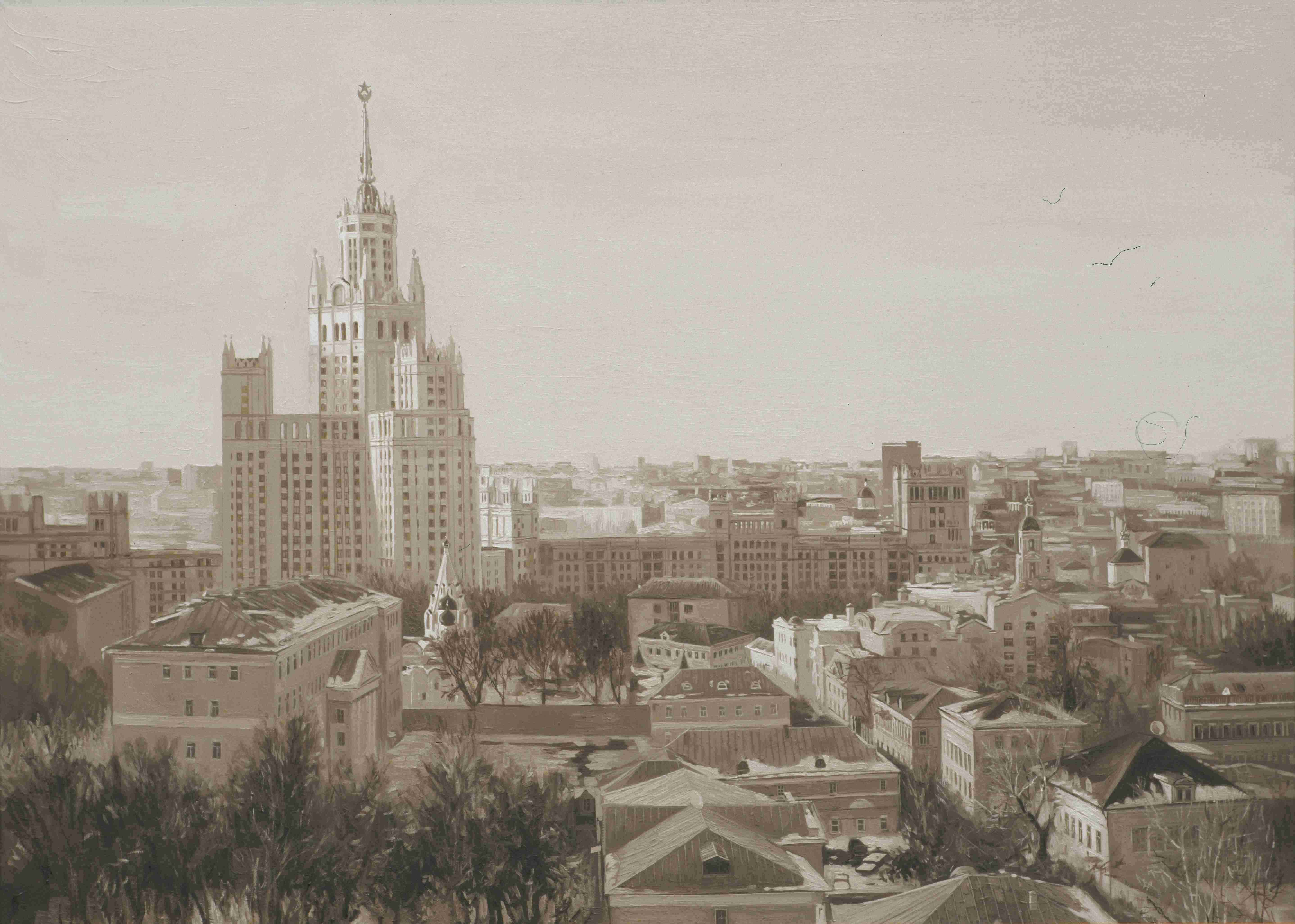
Московский вид с высоткой. Гризайль. Холст, масло. 80 × 120 см. 2004
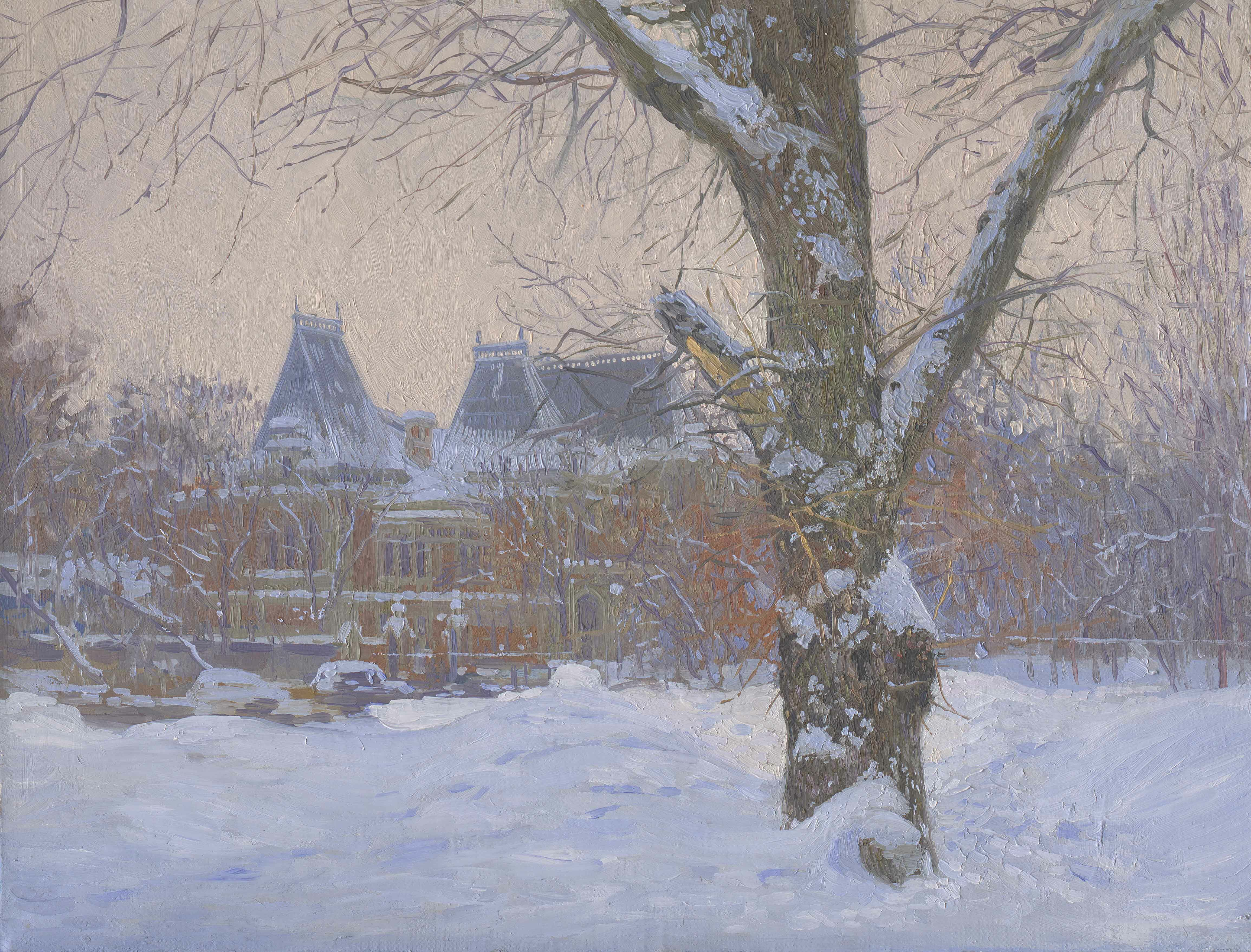
Москва. Гранатный переулок. Холст, масло. 30 × 40 см. 2005
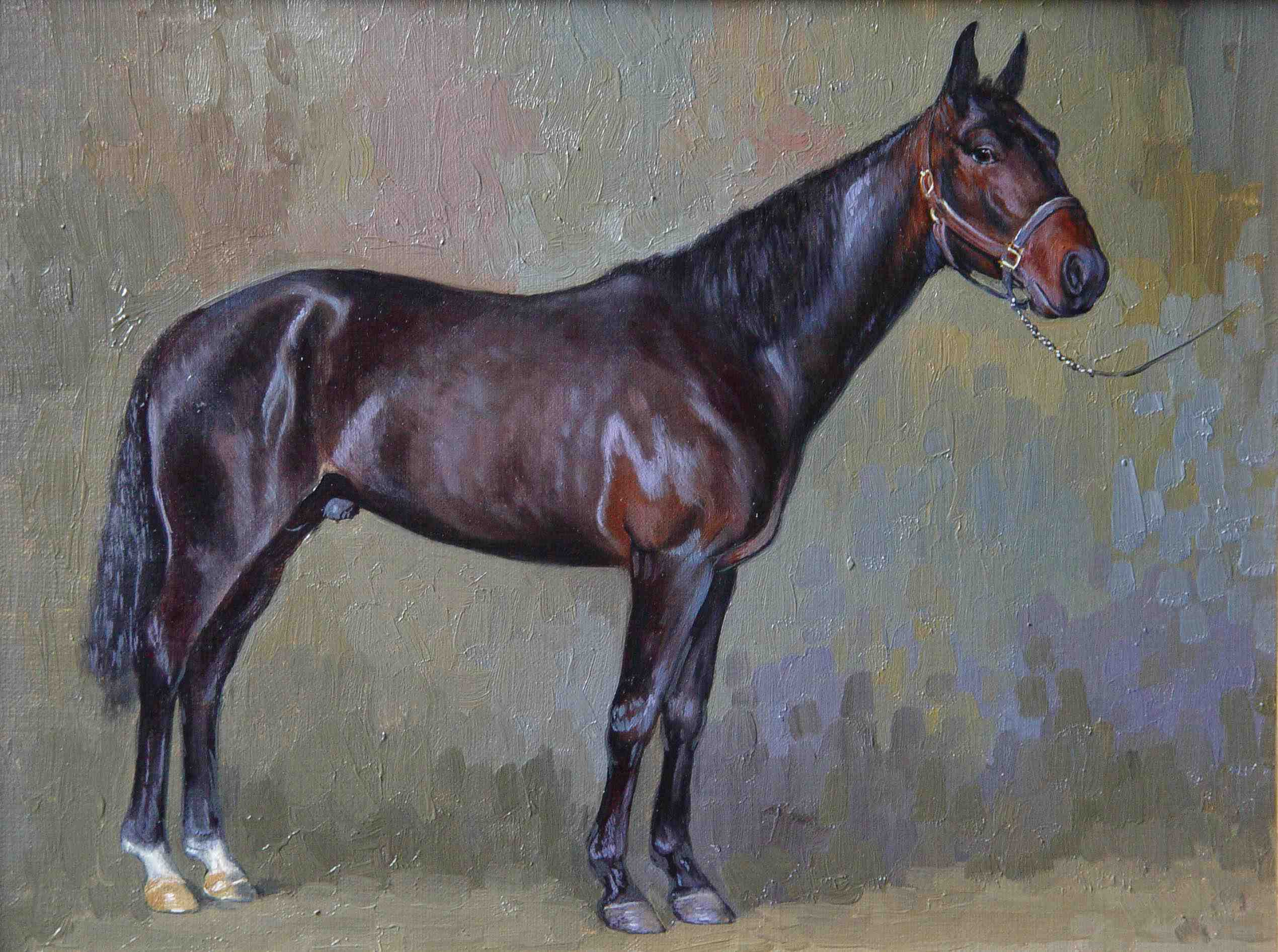
Стандартбред. Холст, масло. 30 × 40 см.2002
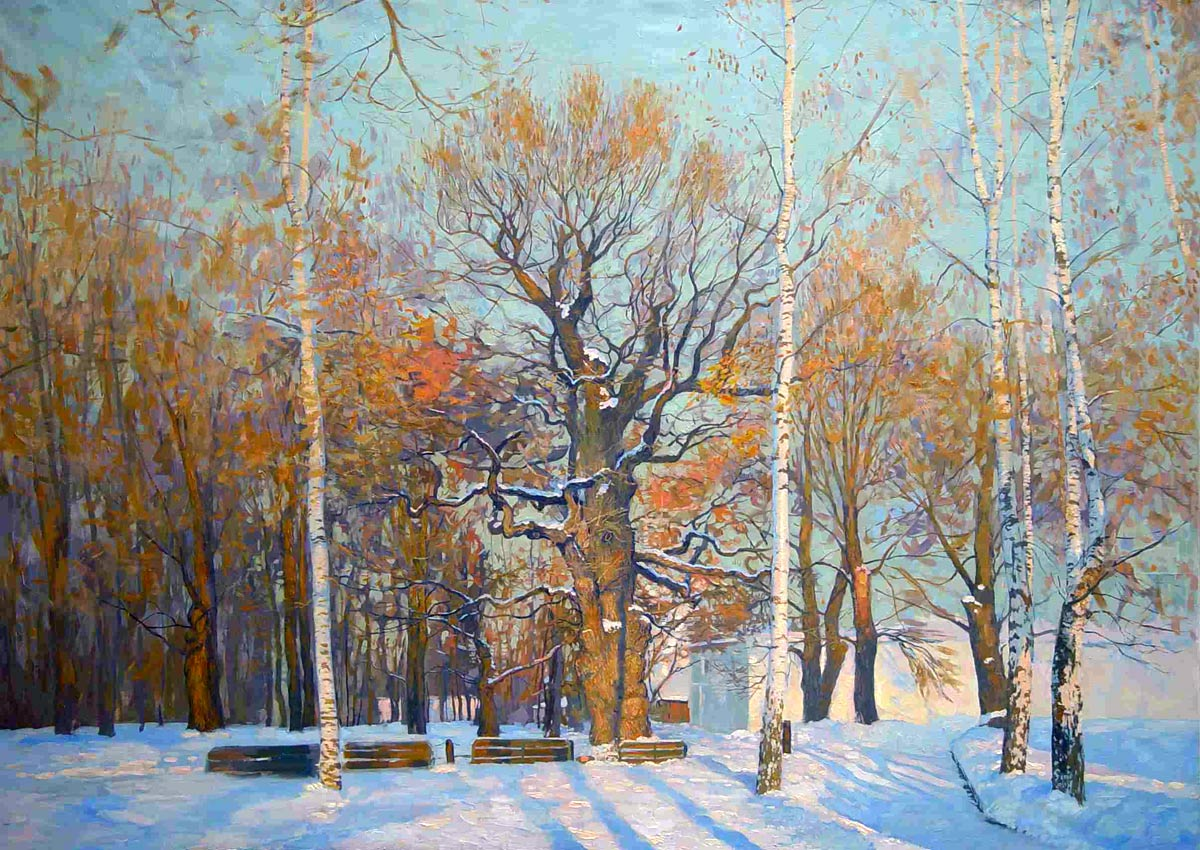
Старый дуб в Коломенском. Холст, масло. 120 × 166,5 см. 2003
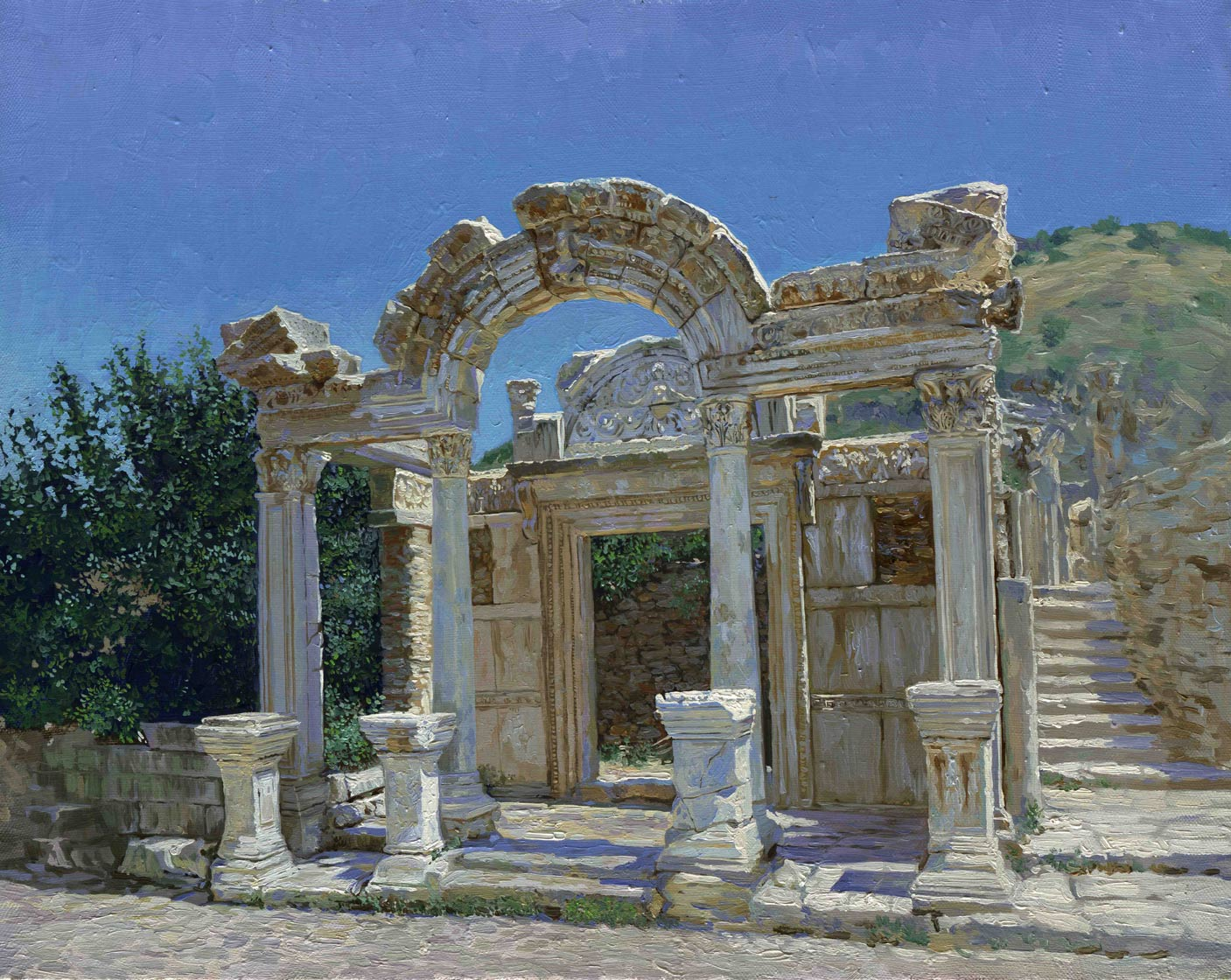
Эфес. Руины Храма Адриана. Холст, масло. 40 × 50 см. 2006
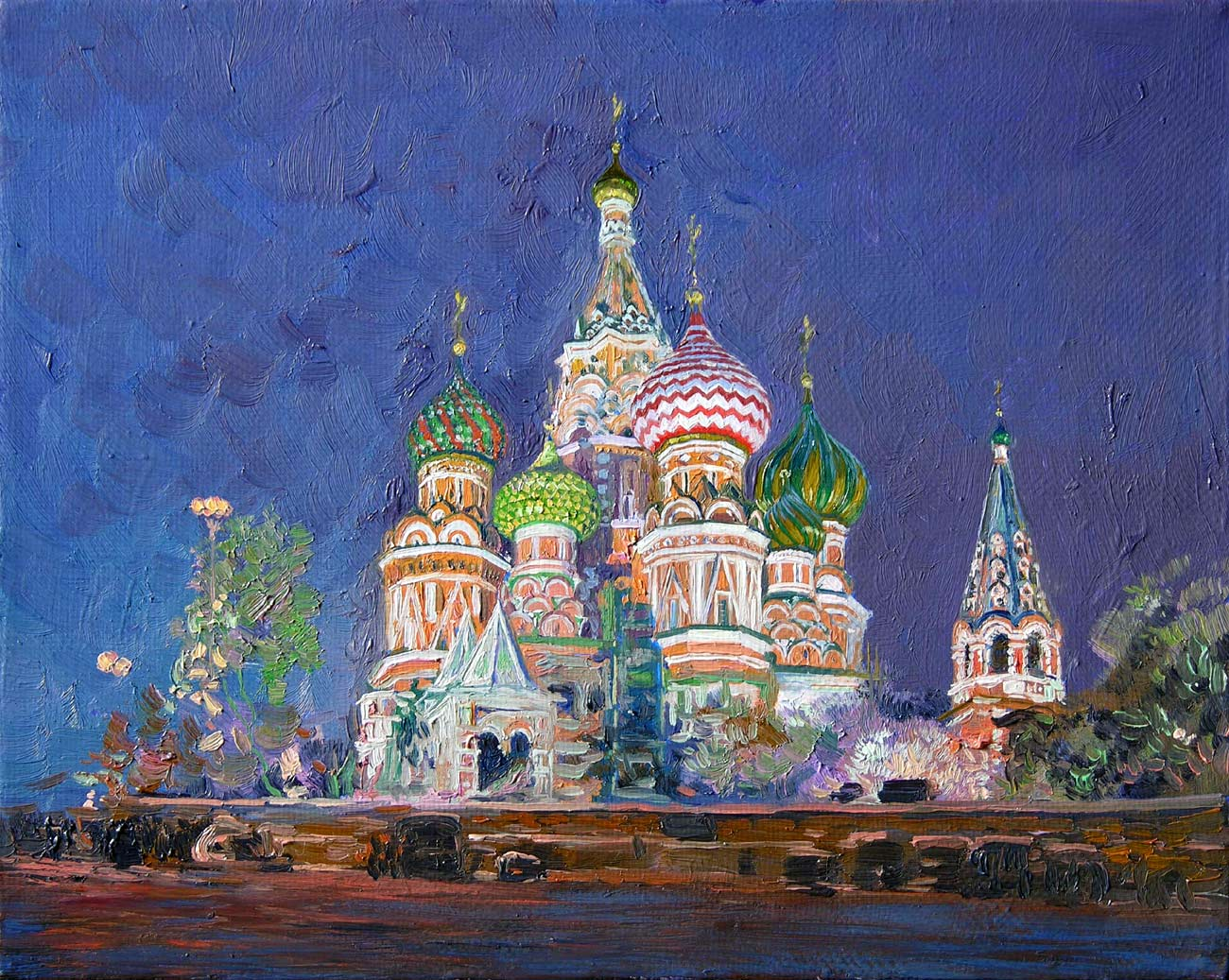
Собор Покрова Пресвятой Богородицы, что на Рву. Холст, масло. 24 × 30 см. 2005